# Bataille de Namasigüe
Guerre honduro-nicaraguayenne de 1907
La bataille de Namasigüe est livrée du 17 au 23 mars 1907 au Honduras, pendant la guerre qui oppose ce pays et le Salvador d'une part, au Nicaragua de l'autre.

## Déroulement
En 1903, le général conservateur Manuel Bonilla conteste la régularité des résultats des élections qui ont porté à la présidence du Honduras le libéral Juan Angel Arias (en), se rebelle et s'empare du pouvoir. En décembre 1906, le général libéral Miguel Oquelí Bustillo, qui bénéficie du soutien de José Santos Zelaya président du Nicaragua, se soulève contre Bonilla. Lors de la guerre civile qui s'ensuit, les troupes gouvernementales à la poursuite des rebelles, pénètrent en janvier 1907 en territoire nicaraguayen provoquant un incident de frontière au village de Los Calpules.
Prenant prétexte de cet incident et devant le refus des autorités honduriennes d'indemniser les préjudices causés lors de l'incursion de leurs troupes, José Santos Zelaya mobilise son armée qui envahit le Honduras en février. Le Salvador, allié du Honduras, intervient militairement dans le conflit et envoie une armée de 3 000 hommes sous les ordres du général José Dolores Preza pour combattre les Nicaraguayens.
La bataille décisive est livrée à Namasigüe, dans le département de Choluteca. Les trois mille Salvadoriens et 1 500 Honduriens, commandés conjointement par Manuel Bonilla et José Dolores Preza, affrontent les 1 500 Nicaraguayens du général Aurelio Estrada Morales (es). La disparité numérique des deux armées est compensée du côté nicaraguayen par un armement moderne et de meilleure qualité, notamment des mitrailleuses (des Maxim), utilisées pour la première fois dans les guerres d'Amérique centrale, et qui déciment les rangs des forces alliées.
Après sept jours d'affrontement, l'armée alliée doit battre en retraite. Le 27 mars, les Nicaraguayens entrent dans Tegucigalpa, capitale du Honduras, tandis que Bonilla part en exil.

## Sources bibliographique
- (en) Harvey Kessler Meyer, Historical dictionary of Honduras, Metuchen, N.J, Scarecrow Press, coll. « Latin American historical dictionaries » (no 13), 1976, 399 p. (ISBN 978-0-810-80921-5)
- (en) Robert L. Scheina, Latin America's wars, vol. 1 : The age of the Caudillo, 1971-1899, Washington, D.C, Brassey's, Inc, 2003, 569 p. (ISBN 978-1-574-88450-0 et 978-1-574-88449-4)
- (es) Article sur la bataille paru dans un journal nicaraguayen